# Tabeak Blau Dua
Tabeak Blau Dua is een bestuurslaag in het regentschap Lebong van de provincie Bengkulu, Indonesië. Tabeak Blau Dua telt 339 inwoners (volkstelling 2010).